# Friends (banda)
Friends fue un grupo sueco nacido en 1999 y separado en 2002, después de cosechar varios éxitos en su país. Estaba formado por Stefan Brunzell, Tony Haglund, Kristian Hermanson, Nina Inhammar, Kim Kärnfalk and Peter Strandberg. En 2001 ganaron el Melodifestivalen y acudieron con Listen to your heartbeat (la versión en inglés del tema con el que vencieron Lyssna till ditt hjärta) al Festival de la Canción de Eurovisión 2001 donde quedaron en quinta posición. El tema sería acusado de plagio por la canción que representó a Bélgica en el Festival de Eurovisión 1996. La canción conseguiría ser platino en Suecia. También participaron en el Melodifestivalen con "När jag tänker på imorgon" (segundo puesto en el año 2000) y con "The One That You Need" (octava plaza en 2002).
Tras la separación del grupo, las dos principales vocalistas, Nina Inhammar y Kim Kärnfalk formaron el dúo Nina & Kim, de escaso o moderado éxito en Suecia. Ambas tomaron parte del Melodifestivalen 2004, abriendo la primera de las semifinales con "En Gång For Älla", fueron penúltimas. Hallå hela pressen o Bortom tid och rum son algunas otras de sus canciones conocidas.